# 우주피스

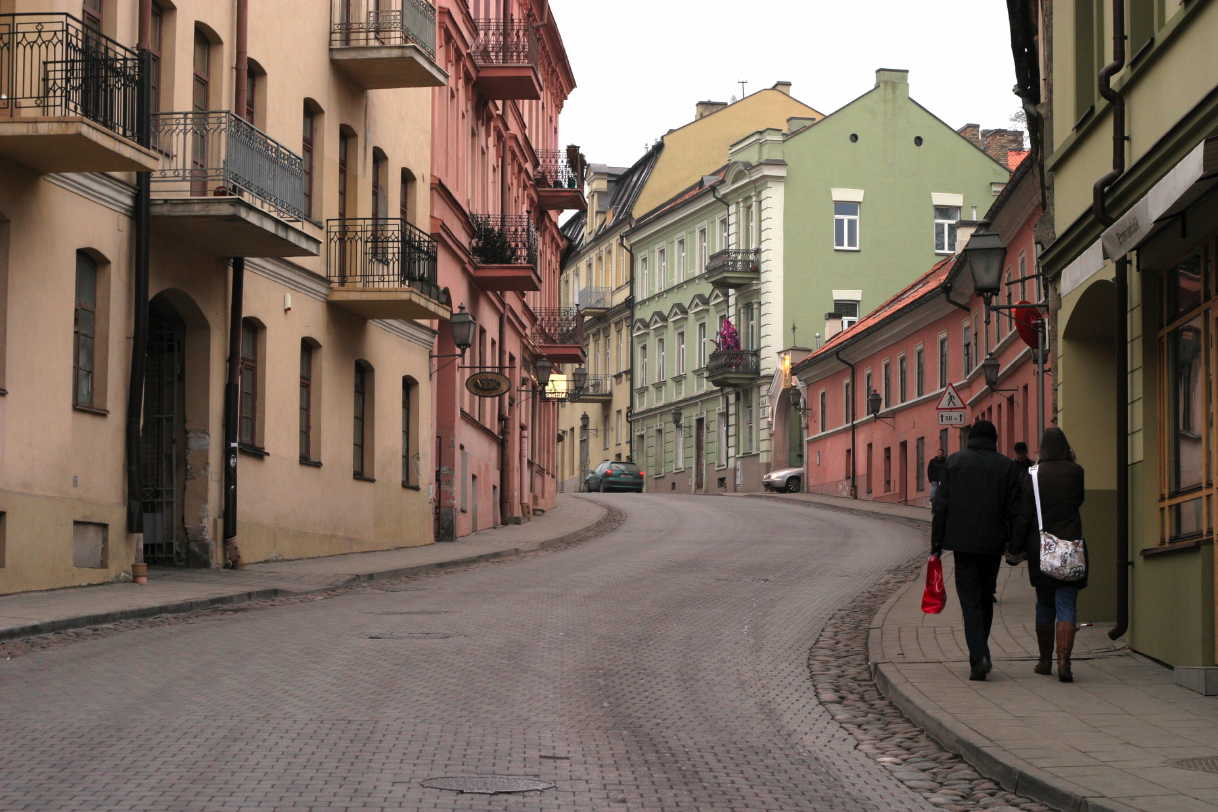
우주피스의 풍경

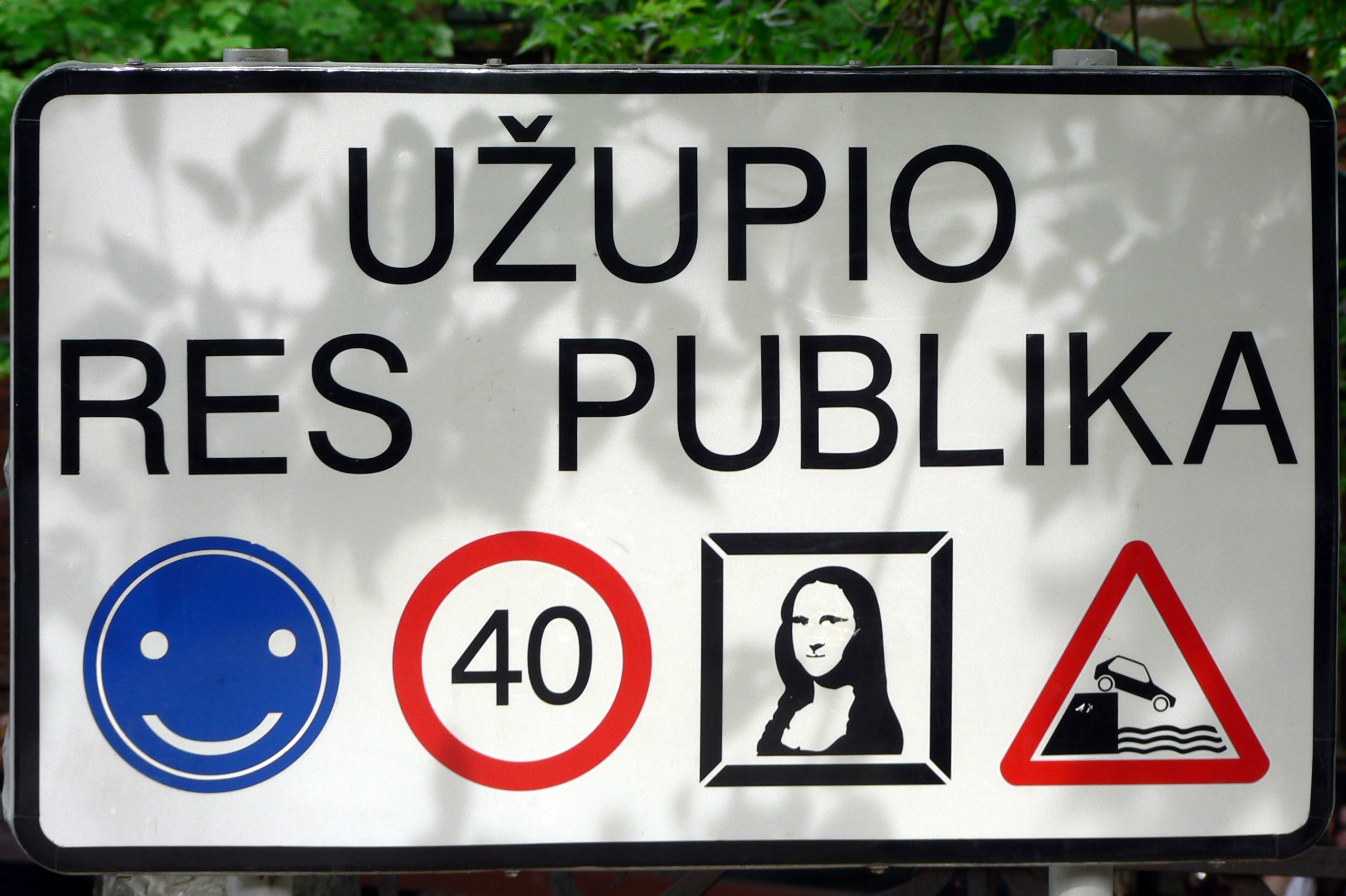
우주피스 공화국을 알리는 입국심사대 표지판

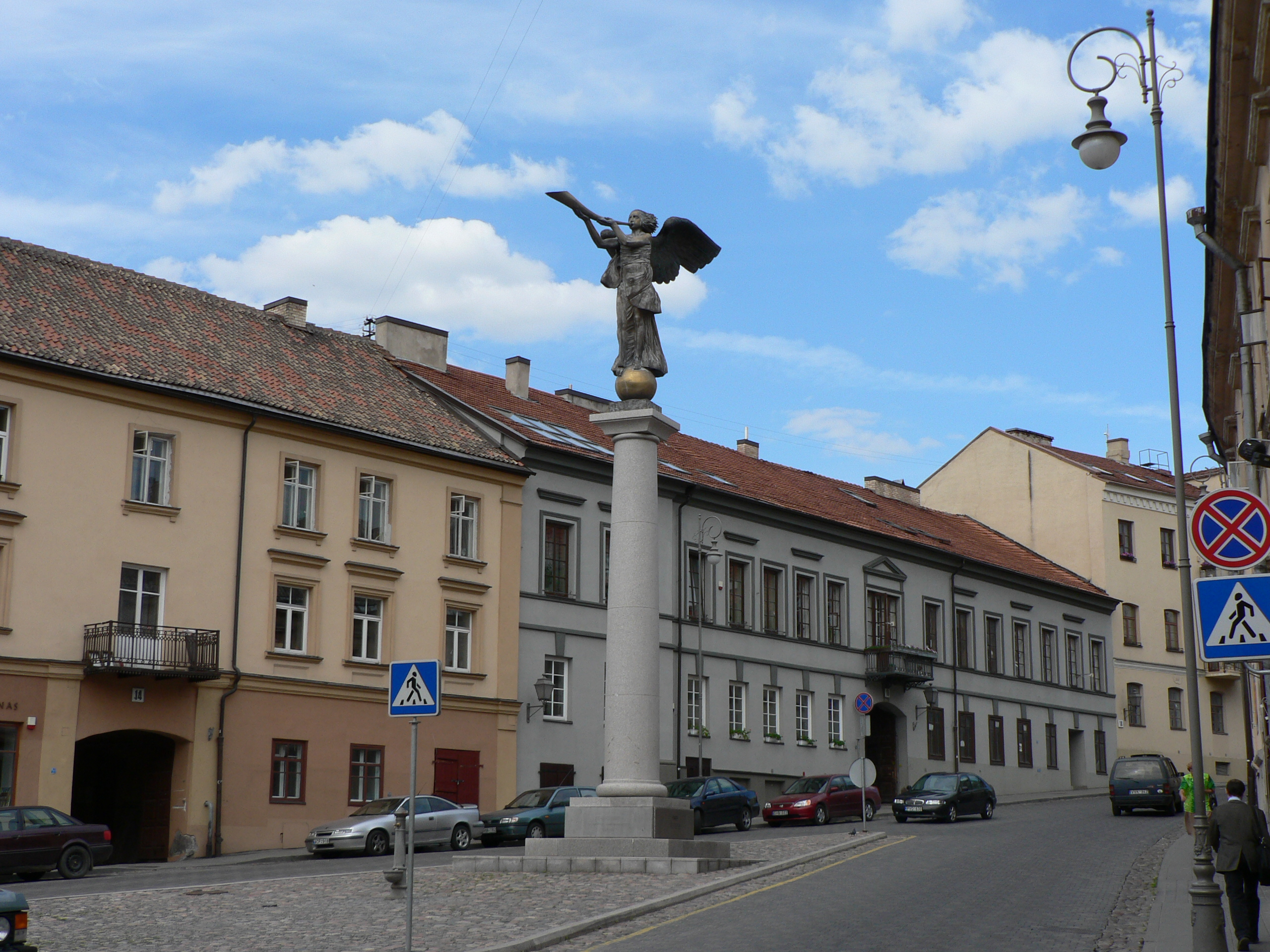
우주피스 천사상

우주피스 공화국의 국기

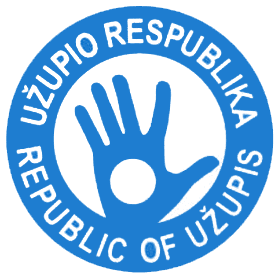
우주피스 공화국의 문장

우주피스(Užupis)는 리투아니아의 수도인 빌뉴스 구 시가지에 있는 지역이다. 면적은 약 0.60km2(약 148 에이커)이다. 우주피스는 리투아니아어로 "강 건너편"을 뜻한다. 인구는 약 7,000명인데 약 1,000명에 달하는 예술가가 이 곳에 거주한다.
1997년 4월 1일에 우주피스에 거주하던 몇몇 예술가들이 우주피스 공화국(리투아니아어: Užupis Respublika), 줄여서 의 수립을 선언했으며, 마이크로네이션이다. 만우절인 매년 4월 1일에 24시간 동안만 나라가 된다. 마이크로네이션을 표방하기 때문에 자체적인 국기, 국가, 군대, 헌법, 화폐, 정부 조직, 내각을 두고 있으며 로마스 릴레이키스 대통령을 국가원수로 한다. 2002년 4월 1일에는 우주피스 천사상이 들어섰다.
2009년에는 대한민국의 소설가인 하일지가 우주피스를 소재로 한 소설 《우주피스 공화국》을 발표했다. 2016년 12월 18일 문화방송(MBC)에서 방송된 프로그램 신비한 TV 서프라이즈를 통해 세간에 알려졌다.
우주피스 공화국은 국가는 아닌데 다만 신비한 TV 서프라이즈에서 방송한 바에 따르면 가난하거나 불행한 사람들이 모여있던 이 마을에 단 하루 만우절 만이라도 자신들만의 나라에서 살고 싶다는 생각을 했고 예술가들이 이걸 이벤트 행사로서 만들어내면서 그것이 유명해진 것이라고 한다.